# Brieuc Rolland
Pour les articles homonymes, voir Rolland.
Brieuc Rolland, né le 13 septembre 2003, est un coureur cycliste français.

## Biographie
Brieuc Rolland commence le vélo par le VTT. Il se lance ensuite dans le cyclisme sur route pour suivre les traces de son grand frère Jules, lui-même coureur cycliste chez les amateurs,. Après un passage à l'EC Landerneau, il intègre l'UC Briochine en 2020 pour ses débuts juniors (moins de 19 ans). Il est cependant victime d'un grave accident au mois de mars en percutant une voiture à l'entraînement du côté de Saint-Pol-de-Léon. Victime d'un traumatisme crânien, il est écarté des compétitions pendant plusieurs mois.
Il se révèle lors de la saison 2021 en étant l'un des meilleurs coureurs juniors en France, derrière le duo Romain Grégoire-Lenny Martinez. En aout, il finit cinquième du championnat de France juniors et de la Ronde des vallées. Peu de temps après, il connait sa première sélection en équipe de France pour le Giro della Lunigiana, une course internationale italienne. Bon grimpeur, il s'impose sur la première étape et termine sixième du classement général, remporté par son coéquipier tricolore Lenny Martinez. Brieuc Rolland se classe ensuite quarantième du championnat d'Europe juniors, gagné par Romain Grégoire. En septembre, il prend la quatrième place du Saarland Trofeo, manche de la Coupe des Nations Juniors, qu'il dispute occasionnellement sous les couleurs d'AG2R-Citroën U19.
Courtisé par de nombreux clubs, il fait le choix de rejoindre le club Vendée U en 2022, réserve de l'équipe TotalEnergies. Il continue en parallèle ses études, alors qu'il mène une licence AES à Saint-Brieuc. Dès ses débuts espoirs (moins de 23 ans), il se distingue chez les amateurs français en remportant la course bretonne Redon-Redon ainsi qu'une étape des Trois Jours de Cherbourg, manche de la Coupe de France N1, où il se classe deuxième du classement général. Il prend également la cinquième place du championnat de France sur route espoirs à Saint-Martin-de-Landelles.

## Palmarès
- 2021
  - Prix de la Saint-Laurent Juniors
  - 1re étape du Giro della Lunigiana
  - 3e du Trophée Sébaco Juniors
- 2022
  - Redon-Redon
  - 3e étape des Trois Jours de Cherbourg
  - 2e des Trois Jours de Cherbourg
  - 3e du Tour de Berne
- 2024
  - Course de la Paix-Grand Prix Jeseníky : 
    - Classement général
    - 3e étape

  - Tour de Lombardie espoirs
  - 2e du championnat de France sur route espoirs
  - 2e de l'Orlen Nations Grand Prix
  - 3e de la Polynormande

## Classements mondiaux
| Année                                 | 2022  | 2023  | 2024 |
| ------------------------------------- | ----- | ----- | ---- |
| Classement mondial                    | 1970e | 2299e | 263e |
| UCI Europe Tour                       | 1262e | 1404e | nc   |
|                                       |       |       |      |
| Légende : nc = non classéSource : UCI |       |       |      |

## Distinctions
- Vélo d'or français espoir en 2024